# Cuevas de los Mil Budas del Este
Las Cuevas de los Mil Budas del Este (Chino simplificado: 东千佛洞, chino tradicional: 東千佛洞, pinyin: Dōng Qiānfó Dòng) es una serie de cuevas budistas excavadas en la roca en Guazhou, Gansu, en el noroeste de la República Popular China. De las veintitrés cuevas excavadas en la roca del conglomerado, ocho tienen murales y esculturas que datan del Impario tangut y Dinastía Yuan, muchas de las estatuas fueron remodeladas durante la dinastía Qing. Las cuevas se extienden en dos niveles a lo largo de los acantilados que flanquean ambos lados de un desfiladero de río ahora seco, catorce en la orilla occidental (cinco con decoración) y nueve en el este (tres con decoración). Junto con las Cuevas de Mogao, las cuevas de los mil budas occidentales, las cuevas de Yulin y las cuevas de los cinco templos, las cuevas de los mil budas orientales son uno de los cinco sitios de grutas en las cercanías de Dunhuang administrados por la Academia de Dunhuang.

## Cuevas
Ocho cuevas están decoradas con murales y esculturas:
| Cueva   | Construcción   | Modificación      | Ubicación                                       |
| ------- | -------------- | ----------------- | ----------------------------------------------- |
| Cueva 1 | Yuan           |                   | acantilado oeste; extremo norte, nivel inferior |
| Cueva 2 | Xia occidental | Qing (esculturas) | acantilado oeste; centro, nivel inferior        |
| Cueva 3 | Yuan           | Qing (esculturas) | acantilado oeste; extremo sur, nivel superior   |
| Cueva 4 | Xia occidental |                   | acantilado oeste; centro, nivel superior        |
| Cueva 5 | Xia occidental |                   | acantilado oeste; centro, nivel superior        |
| Cueva 6 | Yuan           | Qing (esculturas) | acantilado este; extremo norte, nivel superior  |
| Cueva 7 | Yuan           | Qing (esculturas) | acantilado este; centro, nivel superior         |
| Cueva 8 | Xia occidental |                   | acantilado este; centro, nivel superior         |